# ハサヴユルト
ハサヴユルト（ロシア語: Хасавю́рт、クムク語: Хасав-юрт、チェチェン語: Хаси-Эвл）は、ロシア・ダゲスタン共和国の都市。人口は2009年時点で12万8381人。チェチェン共和国に近い西部に位置し、首都マハチカラとは82kmの距離がある。ハサビユルト、ハサビュルト、ハサヴュルトとも表記される。

## 歴史
1846年、ロシア帝国陸軍はチェチェン人などカフカース諸民族からの攻撃に備え、この地に砦を築いた。元々の地名はダゲスタンのクリク語で「ハサヴァの集落」という意味の“Chassaw-Jurt”だった。後に鉄道が敷設されると、砦を中心に商いの町として栄えた。都市権が与えられた1931年に現在の地名に改称された。
1989年からの20年間、第一次チェチェン紛争難民の流入などでハサヴユルトの人口は7万人から12万8000人にまで増えた。
| 年     | 人口      |
| ------ | --------- |
| 1939年 | 23,400人  |
| 1959年 | 34,200人  |
| 1967年 | 49,000人  |
| 1970年 | 54,300人  |
| 1973年 | 59,000人  |
| 1979年 | 65,100人  |
| 1986年 | 74,000人  |
| 1989年 | 70,500人  |
| 1996年 | 86,500人  |
| 2000年 | 86,200人  |
| 2003年 | 121,800人 |
| 2006年 | 125,000人 |
| 2009年 | 128,381人 |

## 経済
基幹産業は農業、農産品加工業、食品加工業、繊維業。教育機関もいくつか置かれている。

## 姉妹都市
- ナーブルス、パレスチナ

## 出身者
- イブラギム・ガサンベコフ - サッカー選手
- アルツール・ベテルビエフ - プロボクサー
- ウマル・ヌルマゴメドフ - 総合格闘家
- ナッソーディン・イマボフ - 総合格闘家
- マゴメド・マゴメドフ - 総合格闘家
- ルスタム・ハビロフ - 総合格闘家
- ザビット・マゴメドシャリポフ - 総合格闘家
- ムラト・ウマハノフ - レスリング選手
- アダム・サイティエフ - レスリング選手
- ブバイサ・サイティエフ - レスリング選手
- マブレット・バチロフ - レスリング選手